# Reins kloster
Reins kloster, oprindelig Rein kongsgård, en norsk herregård øst for Trondheimsfjorden, i Rissa kommune, Trøndelag. Rein blev givet af kong Olav Kyrre i 1060 til Skule Tostesson Kongsfostre, som blev stamfar til kong Inge Bårdsson (d. 1217) og dennes yngre halvbror, tronepretendenten hertug Skule Bårdsson (d. 1240).

## Oprettelsen
I 1226 lå hertug Skule farlig syg i Nidaros, og i den forbindelse må han have givet et løfte. Han gav i hvert fald Rein, sin fædrendearv, til et kloster. Han lod en stenkirke bygge , indrettede et nonnekloster og gav gods til det. Første abbedisse var Skules halvsøster, fru Sigrid Bårdsdatter. Klostret blev ramt af lynet og brændte ned i 1317; og stedets vakre ruiner er endnu bevaret.
Hertug Skules datter, Margrete Skulesdatter, som var gift med Håkon Håkonsson, tilbrakte sine ældre dager i dette kloster.
Det er uvist hvilken orden klosteret har tilhørt, men man mener at det har været en augustinerstiftelse for fornemme kvinder. Rein nonnekloster lå på en dominerende bakke i det flade Rissalandskab, med vid udsigt mod den ydre del af Trondheimsfjorden.

## Efter reformationen
Etter reformationen blev Rein kloster overført som krongods, og den mægtige fru Inger på Austrått blev i 1531 forstanderinde for klosteret, mod at sørge for abbedissen og søstrene.
Dette var i dansketiden og hun gjorde et stort arbejde for Norges selvstændighed. Fru Inger var desuden landets største ejendomsbesidder. Etfer hendes død blev Rein med tilhørende jordegods, op til 202 gårde, et verslig len. Fru Ingers datter Lucie blev gift med den skånske adelsmand Jens Bjelke. De var oldeforældre til Ove Bjelke som byggede Austråttborgen i 1655. Den gamle herregård blev da nedrevet.
I dag består godset af flere bygninger og klosterruinen, blandt andet en genrejst gammel trækirke, en mejeribygning fra 1868, som er bygget tæt ved ruinen, og hovedbygningen fra 1866. Ansvaret for selve ruinen blev overladt Fortidsmindeforeningen i 1888, og dette indebar et tæt samarbejde med godsets ejer.

## Trivia
I Sigrid Undsets romantrilogi Kristin Lavransdatter tilbringer hovedpersonen sine sidste leveår i Reinsklosteret.